# Ferrovia Santa Ninfa-Salemi
La ferrovia Santa Ninfa-Salemi era una breve ferrovia a scartamento ridotto della Sicilia, delle Ferrovie dello Stato, che collegava la stazione di Santa Ninfa alla stazione di Salemi della Ferrovia Palermo-Trapani a scartamento normale.

## Storia
La linea venne progettata per collegare i comuni della Valle del Belice direttamente con il capoluogo di provincia. L'intenzione del progetto era quella di arrivare direttamente fino a Trapani, evitando il lungo giro costiero via Mazara del Vallo e Marsala, ma iniziato troppo in ritardo, verso il 1930, non fu più realizzato interamente e nell'ottobre del 1935 venne aperto all'esercizio solo il breve tratto di 10 km per Salemi. mentre il tratto successivo fino a Calatafimi nonostante già in parte realizzato non venne mai armato e rimase abbandonato. Nei primi anni di esercizio sulla breve linea vennero sperimentate due automotrici diesel-elettriche, di costruzione Fiat da 30 posti a sedere, che sembra non ebbero un buon risultato, visto che in breve tempo se ne persero le tracce.
Nel 1950 avvenne l'immissione in servizio delle nuove automotrici RALn60 che consentirono una consistente diminuzione della percorrenza. Il collegamento tra le due cittadine, essenzialmente pendolare e con un discreto volume di traffico rimase attivo fino al 1º luglio 1954 data in cui venne sospeso in seguito alla chiusura all'esercizio della linea a seguito di autorizzazione accordata con D.M. 21 maggio 1954 n. 4452. La linea venne soppressa con D.P.R 16 settembre 1955 n. 1012.

## Caratteristiche
La breve ferrovia aveva origine dalla Stazione di Santa Ninfa della Ferrovia Castelvetrano-San Carlo-Burgio (che la collegava al grosso centro di Castelvetrano oltre che in direzione dell'interno della Sicilia). La linea si inoltrava in direzione ovest raggiungendo dopo circa 9,5 km la stazione di Salemi posta nei pressi della stazione omonima della Ferrovia Palermo-Trapani via Castelvetrano. Il percorso seguiva l'andamento orografico con pendenze e contropendenze del 30 per mille.
La linea era armata con rotaie da 27 kg/m montate su traversine di legno distanti 0,82 m l'una dall'altra. Tale tipo di costruzione, molto in economia, permetteva solo basse velocità di linea non superiori a 30 km/h per i treni a vapore e, in seguito, di 45 km/h per le automotrici. L'orario del 1949 prevedeva 6 corse di andata e 5 corse di ritorno al giorno tra Salemi e Santa Ninfa. L'ultima corsa in arrivo alle 21h 30', da quest'ultima stazione proseguiva per Castelvetrano. Nel febbraio del 1951 le corse con automotrici erano salite a 8 coppie. La circolazione dei treni era regolata mediante Nulla osta tra i Capotreno.

### Percorso
|  | Continuation backward |

| Unknown route-map component "exLCONTgq" | Unknown route-map component "eABZg+Lr" |  |

|  | Station on track |

|  | Unknown route-map component "xABZgl" | Unknown route-map component "STR+r" |

| Unknown route-map component "CONTgq" | Unknown route-map component "xKRZo" | One way rightward |

|  | Unknown route-map component "exBHF" |

| Unknown route-map component "exCONTgq" | Unknown route-map component "exABZg+r" |  |

|  | Unknown route-map component "exBHF" |

|  | Unknown route-map component "exCONTf" |

Nonostante la ferrovia Santa Ninfa-Salemi venga considerata come distinta dalla Salemi-Kaggera il tracciato ferroviario è in pratica unico; sebbene la linea Santa Ninfa Salemi sia rimasta in funzione fino al 1954 e la Salemi-Kaggera non sia mai stata completata, solo la Salemi-Kaggera avrebbe dato un pieno significato alla Santa Ninfa-Salemi, come era nelle intenzioni dei progettisti.

## Rotabili
I mezzi di trazione facevano capo al deposito locomotive di Castelvetrano. Vi svolsero servizio le locomotive a vapore R.301 ed R.302, una coppia di automotrici diesel-elettriche di costruzione Fiat (per qualche anno) ed in seguito, fino alla chiusura, le automotrici RALn 60.